# Garmr
Garmr (o Garm) è un cane infernale che compare nella mitologia norrena.
Garmr, saldamente legato a una catena, sorveglia l'entrata di Hel (il regno dei morti), appostato dinanzi a una caverna chiamata Gnipahellir, la cui più antica menzione si trova nella Vǫluspá, uno dei poemi dell'Edda poetica. Quando giungerà il Ragnarǫk, la fine del mondo, Garmr abbaierà e si libererà da ciò che lo lega, al pari di altre creature mostruose. Parteciperà quindi assieme ai giganti alla battaglia finale. Garmr affronterà Týr, il dio della guerra da un solo braccio, e alcune versioni vedono Garmr trionfare, altre li vedono perire insieme all'avversario . Questo terribile canide è inoltre associato in altre versioni con Fenrir, figlio di Loki, che stando a quest'ipotesi avrebbe prima ucciso Odino e poi Týr per perire poi per mano di Viðarr figlio d'Odino.
Garmr viene descritto come un feroce mastino il cui pelo è lordato di sangue. Benché molto feroce, si dice che un'anima possa oltrepassarlo tranquillamente offrendogli un pezzo di pane dolce intriso nel proprio sangue.
Così nella Vǫluspá:
(Edda poetica - Völuspá - Profezia della Veggente)

## Nella cultura di massa
- Garmr viene ripreso nella storia a fumetti Topolino e la spada di ghiaccio, dove diventa il "cane da guardia" della Regina dello Hel. Ferocissimo, solo chi è in grado di superarlo può accedere a colloquio con la Regina. Pippo lo affronta, convinto che si tratti di una delle tante illusioni del Principe delle nebbie, ma Garmr lo riduce a mal partito. È Topolino a capire il punto debole della belva, feroce perché mai trattato con dolcezza: accarezzandolo a distanza (con un guanto posto su un bastone) Topolino riesce ad ammansirlo.
- Garm compare anche in God of War: Ragnarok. Qui è, come nella mitologia, un gigantesco lupo incatenato perché capace di distruggere il tessuto stesso di cui i regni sono fatti. Viene trovato la prima volta da Atreus durante una missione nel regno di Helheim, il quale decide di liberarlo dalla sua condizione di prigionia, mentre la seconda volta lo si affronta come boss-fight insieme a Kratos. Per sconfiggerlo, Atreus trasferirà l'anima del lupo Fenrir nel corpo di Garm.
- Nel videogioco di The Elder Scrolls V: Skyrim, in Dawnguard, Garmr è un segugio infernale rintracciabile a Forte Volkihar.
- A Garmr si doveva inoltre ispirare G.R.M. (meno noto anche come Records of Garmr Wars), film ideato dal regista giapponese Oshii Mamoru nella seconda metà degli anni novanta, basato sulle leggende celtiche e norrene. Il film, che avrebbe dovuto fondere riprese dal vivo e animazione tradizionale e digitale, non ha tuttavia mai visto la luce.
- Nel gioco Fire Emblem: The Sacred Stones per Game Boy Advance, Garm è un'ascia di livello S, una delle Sacred Twin, le armi più potenti ed efficaci del gioco.
- Nel gioco Boktai: The Sun is In Your Hand Gram appare come un lupo associato all'elemento del ghiaccio, i cui ululati scatenano tormente di neve. Si contrappone al gigante del fuoco Muspell.
- Il cantante del gruppo black metal scandinavo Ulver prende il suo nome dal cane infernale (lo stesso nome del gruppo, lupi, e le tematiche trattate nei testi riprendono comunque la mitologia norrena).
- Nel MMORPG Ragnarok Online Garm è un cane di ghiaccio
- In Ground Control, RPG sviluppato dalla Sierra, l'attivazione dei pilastri alieni è chiamata Operazione Garm.
- Nel videogioco Ace Combat: The Belkan War Galm è il nome dello squadrone di cui fanno parte il protagonista e l'antagonista del gioco.
- Nel videogioco MMORPG Guild Wars 2 Garm è il compagno della cacciatrice Eir Stegalkin.
- Nel videogioco Hellblade, Garmr è uno dei boss da combattere.
- Il personaggio di Garm, dell'opera manga Vinland Saga di Makoto Yukimura, che appare come uno degli antagonisti dei personaggi principali, è chiaramente ispirato alla creatura infernale. Un riferimento alla sua ferocia, è ravvisabile anche nel soprannome dato a tale personaggio, ovvero "Cane pazzo".